# Грюнвальдська площа у Вроцлаві
Грюнвальдська площа (нім. Kaiserstraße, Cesarska Street) - колишня простора площа, нині зведена до широкої вулиці та перехрестя, а також територія навколо цієї площі, розташована на схід від самого центру Вроцлава.
Житловий масив Plac Grunwaldzki отримав свою назву від Plac Grunwaldzki, охоплюючи територію, обмежену вулицями Wyszyńskiego на заході, вулицями Sienkiewicza та Grunwaldzka на півночі, а також річку Одер : Стара Одра на сході та головне русло річки на півдні. . Німецька назва центрального перехрестя ( Scheitniger Stern – «Зірка Щитницької») та нинішні назви Щитницького мосту та вулиці Щитницької пов’язані із середньовічним селом Щитніки, розташованим за цим мостом; сьогодні тут розташований парк Щитницького.
Площу прийнято називати скорочено «Грюнвальд», а її центральне перехрестя, після перебудови в 2006-2007 роках на кільце, отримало назву «Ронда Рейган» .

## Історія

### Архітектурні припущення
Вулиця, яка нині є основною частиною площі, яку іноді називають Грюнвальдською віссю та проходить через територію колишніх Нових Щитників, була створена на основі проектів, розроблених у 1980-х роках. ХІХ ст., щоб покращити сполучення між новими східним і північно-східним районами міста та його центром. Головним ініціатором будівництва осі був муніципальний будівельний радник Ріхард Плюддеманн . Представницький двосмуговий проспект Кайзерштрассе по діагоналі з’єднував новозбудований Кайзербрюкке (пізніше Фрайхайтсбрюкке, а нині Грюнвальдзкий міст ) із Фюрстенбрюке (пізніше Адольфа-Гітлера -Брюкке, а нині Щитницький міст ). Приблизно в середині 1350 р м траси було створено перехрестя з раніше існуючими вулицями під назвою Шайтнігер Штерн («Szczytnicka Gwiazda» – через те, що тут сходилися шість вулиць, що йшли в шести напрямках; сьогодні на цьому перехресті – пл. Grunwaldzki / Skłodowskiej-Curie / Piastowska - з'єднуються п'ять напрямків, шостий напрямок на вул. Janiszewski був розроблений у 1960-х роках. ). Трасу остаточно завершили лише наприкінці 1920-х років. 20 ст., коли були викуплені ділянки на східній частині його траси.

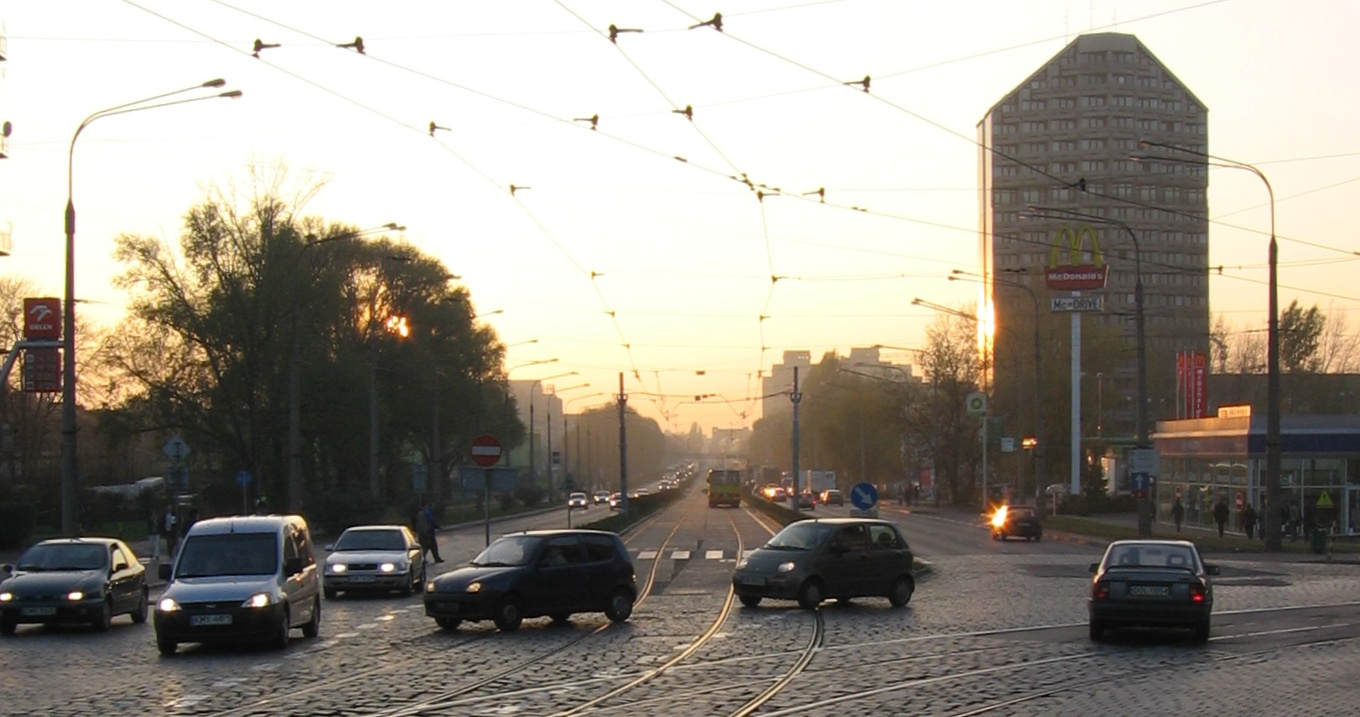
Грюнвальдська площа до реконструкції, вид з Щитницького мосту, січень 2006 р.

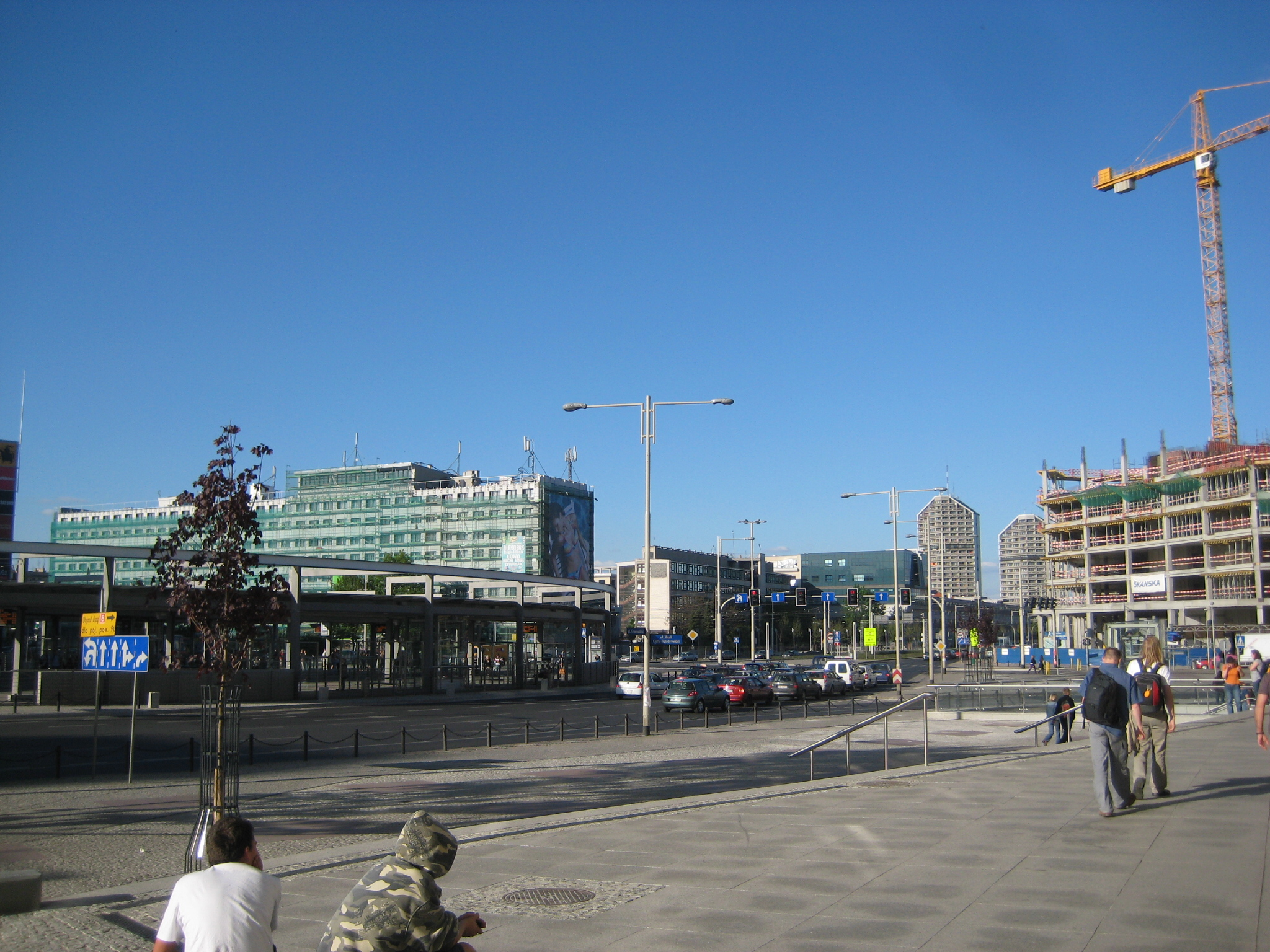
Грюнвальдська площа після реконструкції, 2008 р

### Період Другої світової війни
Велике поле, яке дало підстави назвати всю територію площею, було створено в останні тижні Другої світової війни під час облоги Фестунга Бреслау Червоною армією в 1945 році. Після того, як 1 квітня Червона армія захопила аеропорт на околицях Ґондува, фортеця втратила можливість приймати провізію повітрям (а точніше: відтепер провізію можна було доставляти лише парашутним десантом – їх доставляли до Ботанічного саду ). ), голова НСДАП у Вроцлаві Карл Ганке вирішив побудувати аеропорт у місті. Для цього він призначив вісь Кайзерштрассе  . Усі будівлі – репрезентативні багатоквартирні будинки та громадські будівлі – вздовж цього проспекту були знесені, включно з євангелістською церквою Мартіна Лютера з найвищою у Вроцлаві вежею понад 90 метрів (вона стояла на місці нинішніх будинків D-1 і D- 2 Вроцлавського технологічного університету ; сьогодні між цими будівлями, на місці Lutherkirch Platz перед зруйнованим костелом знаходиться Skwer prof. Казімєжа Ідашевського та пам’ятник вбитим львівським професорам). Під вогнем радянських літаків тривав поспішний вивіз завалів із району майбутнього аеропорту та забрав численні жертви як серед місцевого мирного населення, так і серед вимушених тут працювати іноземних робітників. З цього аеропорту вилетіло лише два літаки: 10 квітня Junkers Ju 52, який евакуював 22 поранених oraz 5 maja Fi 156 Storch, którym Karl Hanke uciekł z Wrocławia[джерело?]  до Судет  . За іншою версією, Ханке не міг вилетіти з цього аеропорту, оскільки після авіанальотів була пошкоджена злітно-посадкова смуга — тому літак злетів з площі перед Залою Століття .

### Повоєнний період

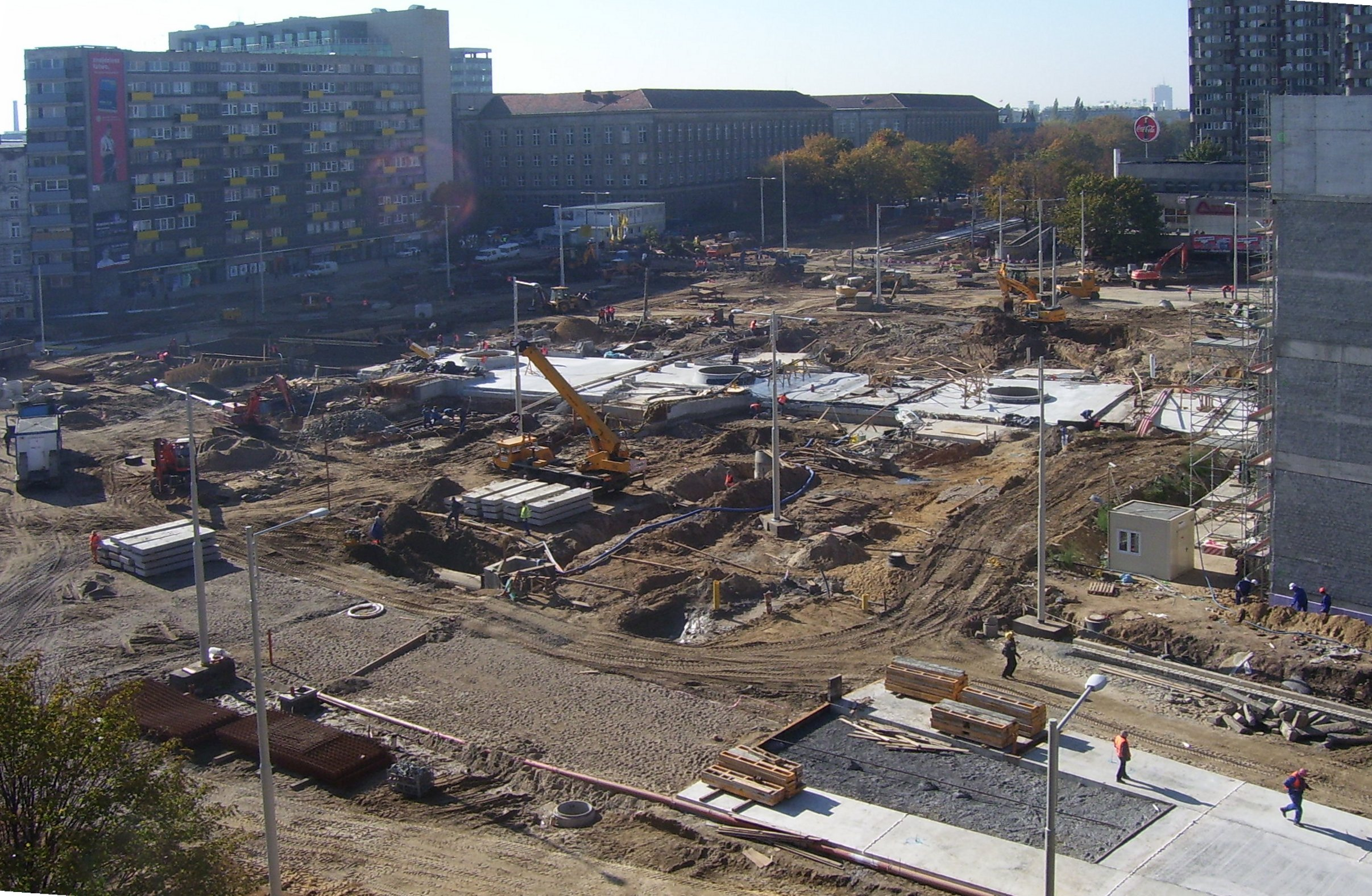
Перепланування площі Грюнвальдського, жовтень 2006 р., вид з гуртожитку "Двадцятирічна". На задньому плані посередині будівлі Технологічного університету, на задньому плані праворуч «Bunkrowce»

Після війни площа на кілька років перетворилася на найбільший ринок міста (так звану szaberplatz ): тут торгували всіляким майном , награбованим із покинутих німецьких будинків. На початку 1950-х років почалося планування забудови площі. Спочатку вздовж головної осі, на її південній стороні – потім і на протилежній – почали будувати будинки Технологічного університету, Аграрного університету, а згодом і університету, включаючи гуртожитки «Dwudziestolatka» і «Parawanowiec». бути зведеним. Під час будівництва одного з об'єктів АР 22 березня 1966 року внаслідок поспіху та недотримання режимів будівництва сталася будівельна катастрофа . У 1967-1975 роках на північ від вісі Plac Grunwaldzki був побудований житловий масив за проектом архітектора-модерніста Ядвіги Грабовської-Гавриляк . Маєток складається з шести 16-поверхових блоків, форма яких пом’якшена заокругленими профілями, що перекривають балкони. На дахах будівель були споруджені оглядові тераси, але для виготовлення багатьох елементів використовувалися неякісні матеріали, зокрема профілі, форма яких і брудно-сірий колір дали блокам розмовну назву «Sedesowce» («Бункери»)  . Пізніше в районі збудовано гуртожитки «Ołówek» і «Kredka» за проектом арх. Кристина та Мар'ян Барські.
Після війни площа на кілька років перетворилася на найбільший ринок міста (так звану szaberplatz ): тут торгували всіляким майном , награбованим із покинутих німецьких будинків. На початку 1950-х років почалося планування забудови площі. Спочатку вздовж головної осі, на її південній стороні – потім і на протилежній – почали будувати будинки Технологічного університету, Аграрного університету, а згодом і університету, включаючи гуртожитки «Dwudziestolatka» і «Parawanowiec». бути зведеним. Під час будівництва одного з об'єктів АР 22 березня 1966 року внаслідок поспіху та недотримання режимів будівництва сталася будівельна катастрофа . У 1967-1975 роках на північ від вісі Plac Grunwaldzki був побудований житловий масив за проектом архітектора-модерніста Ядвіги Грабовської-Гавриляк . Маєток складається з шести 16-поверхових блоків, форма яких пом’якшена заокругленими профілями, що перекривають балкони. На дахах будівель були споруджені оглядові тераси, але для виготовлення багатьох елементів використовувалися неякісні матеріали, зокрема профілі, форма яких і брудно-сірий колір дали блокам розмовну назву «Sedesowce» («Бункери»)  . Пізніше в районі збудовано гуртожитки «Ołówek» і «Kredka» за проектом арх. Кристина та Мар'ян Барські.
До кінця 90-х років. У 1960-х роках частина площі – у кварталі між вулицями Кюрі-Склодовська, Пястовська, Рея та Грюнвальдська – була ринком, переважно фруктово-овочевим. У березні 2006 року розпочалася ґрунтовна реконструкція площі Грюнвальдзкі. Його головне перехрестя було відкрито 4 квітня 2007 року як своєрідне кільцеве перехрестя у формі еліпса, накрите посередині дахом, під яким розташований вузол громадського транспорту з вбудованими трамвайними зупинками (лінії: 0L, 0P, 1, 2, 4, 10, 33) та автобусом. Середню частину з підземним переходом запустили 15 березня 2008 року. Поруч з головним перехрестям, на місці раніше діючого ринку, у квітні 2007 року відкрився триповерховий багатофункціональний торгово-сервісний заклад Pasaż Grunwaldzki . Щоб підвищити функціональність кільцевої розв’язки Рейгана та Пасажу, було побудовано підземний перехід, який з’єднав територію, обмежену площею Грюнвальдського, вулицею Кюрі-Склодовської та Wybrzeże Wyspiańskiego.

## Дивись також
- Костел Мартіна Лютера у Вроцлаві

## Виноски
1. ↑  Jego patronem jest zmarły w 2004 amerykański prezydent, Ronald Reagan
2. ↑  Wcześniej chciał wykorzystać do tego celu Schloßplatz (dzisiejszy plac Wolności) wzdłuż Fosy Miejskiej, nakazując w tym celu częściowe wyburzenie okazałego gmachu Śląskiego Muzeum Przemysłu Artystycznego i Starożytności przy ul. Krupniczej.
3. ↑  Podejrzewa się, że mógł tam zginąć z rąk czeskich partyzantów.
4. ↑  Maciejewska, Beata (12 листопада 2012). Wrocław. Ostatnia twierdza Hitlera. ale historia. Gazeta Wyborcza. Nr 43: 10. {{cite journal}}: |volume= має зайвий текст (довідка)
5. ↑  , Wojciech Prastowski, "Sedesowce, czyli wrocławski Manhattan"
6. 1 2  , Filip Springer, "Księga zachwytów"

## Зовнішні посилання
- Житловий масив Plac Grunwaldzki на старих і сучасних фотографіях
- Межі житлових масивів у Вроцлаві - додаток до Постанови № XXXI/2280/04 Вроцлавської міської ради від 9 грудня 2004 р.
- Перепланування пл. Grunwaldzki - візуалізація та малюнок